# 馬尼拉經濟文化辦事處高雄分處

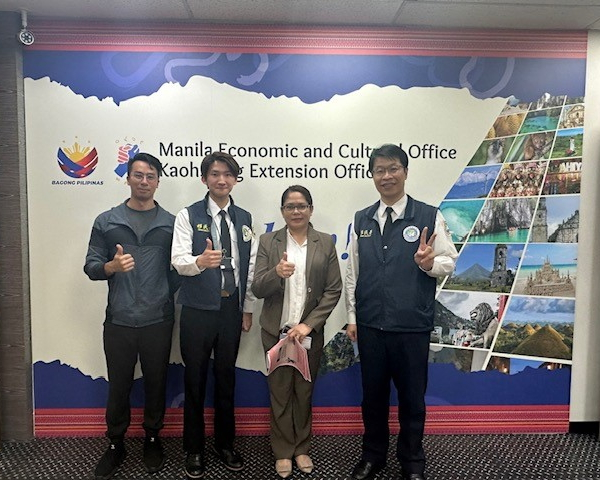
2024年2月，中華民國內政部移民署國境事務大隊高雄機場國境事務隊前往馬尼拉經濟文化辦事處高雄分處，拜會處長崔瑞霞（中右，Ma. Karina Bercasio Perida-Trayvilla）。

馬尼拉經濟文化辦事處高雄分處，是菲律賓政府派駐臺灣第三大城高雄市的代表機構。具有簽證、文件認證、勞工、海外僑民協助等相關服務，功能等同领事馆。

## 歷史
1993年，菲律賓於臺灣高雄市設立具領事館功能的馬尼拉經濟文化辦事處高雄分處。

### 地址變遷
- 前金區河東路305號3樓（1993年—1995年）[6]
- 苓雅區四維二路146號2樓（1995年—？）[7]
- 三民區民族一路80號9樓之2（？—）[8]